# Typhloiulus insularis
Typhloiulus insularis är en mångfotingart som beskrevs av Pius Strasser 1938. Typhloiulus insularis ingår i släktet Typhloiulus och familjen kejsardubbelfotingar. Inga underarter finns listade i Catalogue of Life.